# Gentile da Fabriano
Gentile di Niccolò di Giovanni Massi, dit Gentile da Fabriano (né à Fabriano, ou à proximité, vers 1370 et mort à Rome en 1427) est un peintre italien connu pour sa contribution au style Gothique international italien.

## Biographie

### Pavie
Il est né à Fabriano dans la Marche d'Ancône vers 1370-1375 de Niccolò di Giovanni, marchand, et de Francheschina di Bonanno Trasemundi. Il n'existe pas de données directes sur sa formation, mais dans certaines des premières œuvres que nous connaissons de lui, comme la Vierge à l'Enfant en gloire avec saint François et sainte Claire, créée pour le monastère de Santa Chiara la Reale à Pavie entre 1390 et 1395, les fresques de la pinacothèque Malaspina au château de Pavie (datées de 1393) ou la Vierge à l'Enfant avec les saints Nicolas et Catherine et un donateur, créé pour l'église de San Niccolò ou pour celle de Santa Caterina à Castelvecchio, toutes deux à Fabriano, entre 1395 et 1400 (aujourd'hui à Berlin), les caractéristiques stylistiques sont principalement liées à la culture lombarde du gothique tardif, basée sur la tradition ombrienne-marchisane, ce qui conduit à l'hypothèse d'une formation à Pavie, à la cour de Gian Galeazzo Visconti, où, probablement, il est arrivé Grâce aux solides relations politiques qui unissaient Chiavello Chiavelli, seigneur de Fabriano, au premier duc de Milan. Il n'est donc pas exclu qu'il ait fréquemment voyagé entre les Marches et la Lombardie.

### Venise
Après la mort de Jean Galéas Visconti, survenue en 1402, peut-être à partir de 1405 environ, il se rend à Venise où il est inscrit à la Scuola dei Mercanti. Il y reste jusqu'en 1414. Pour l'église Santa Sofia, il peint le polyptyque de Sandei, dont il ne reste que quelques précieux fragments. En 1409-1411, il est chargé de décorer les peintures murales de la Salle du Grand Conseil du Palais Ducal, pour laquelle il réalise la fresque de la Bataille entre Otton III et les Vénitiens, qui fut perdue comme le reste des fresques (à cause d'un incendie et du climat vénitien, qui a tendance à rapidement les abîmer). C'est là qu'il rencontra fort probablement Pisanello et peut-être aussi Michelino da Besozzo. Jacopo Bellini travailla possiblement dans son atelier. Une autre œuvre vénitienne attestée est le retable réalisé pour Francesco Amadi et payé le 27 juillet 1408.
Le polyptyque de la Valle Romita, signé par l'artiste et conservé à la Pinacothèque de Brera, qui comprend peut-être aussi un panneau représentant la Crucifixion, peut être daté de 1406-1412. Il a été peint pour l'ermitage franciscain de Valdisasso (également appelé Valleremita ou Valle Romita), près de Fabriano, un lieu acheté le 23 décembre 1405 par le seigneur de Fabriano (Chiavello Chiavelli), choisi par lui pour sa sépulture et doté à ce titre d'un précieux polyptyque réalisé par son artiste de référence, présent à Venise et pour lequel Chiavelli combattait même comme mercenaire, trouvant la mort en 1412.[6]

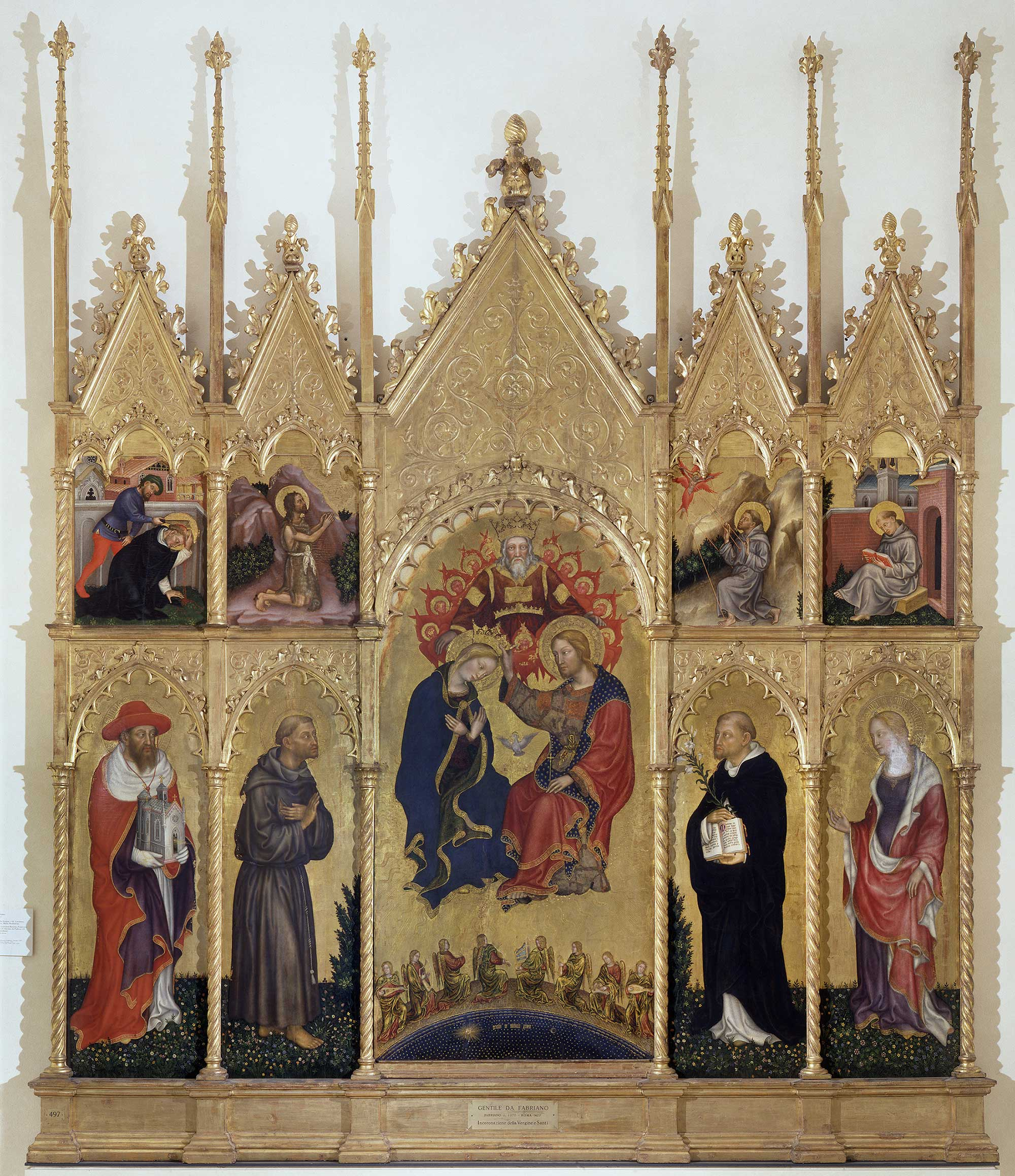
Le Polyptyque de Valle Romita (1400-1410), Pinacothèque de Brera, Milan.

Dans cette œuvre, les influences lombardes (couleurs douces, souci du détail naturaliste, goût linéaire) sont actualisées par rapport à l'œuvre de Michelino da Besozzo, avec un plus grand équilibre et une plus grande solidité formelle (les saints posent fermement les pieds sur terre).
L'iconographie du Couronnement de la Vierge suspendue dans le ciel est typiquement vénitienne, tandis que le travail très fin de l'or, la préciosité des vêtements, la capacité de rendre la consistance des matériaux (comme la fourrure de la Madeleine) grâce à une ligne douce et nuancée qui annule les contours sont des caractéristiques qui étaient destinées à devenir typiques de l'artiste.

### Nouveaux voyages
Il effectua de nombreux voyages au cours de ces années. On sait qu'il retourna dans les Marches et travailla en Ombrie et en Lombardie.
En 1411-1412, il séjourna à Foligno, où il exécuta les dessins du cycle décoratif du palazzo Trinci, commandé par Ugolin III. L'ébauche picturale, plus pauvre, est presque entièrement due à des étudiants, dont peut-être Jacopo Bellini.

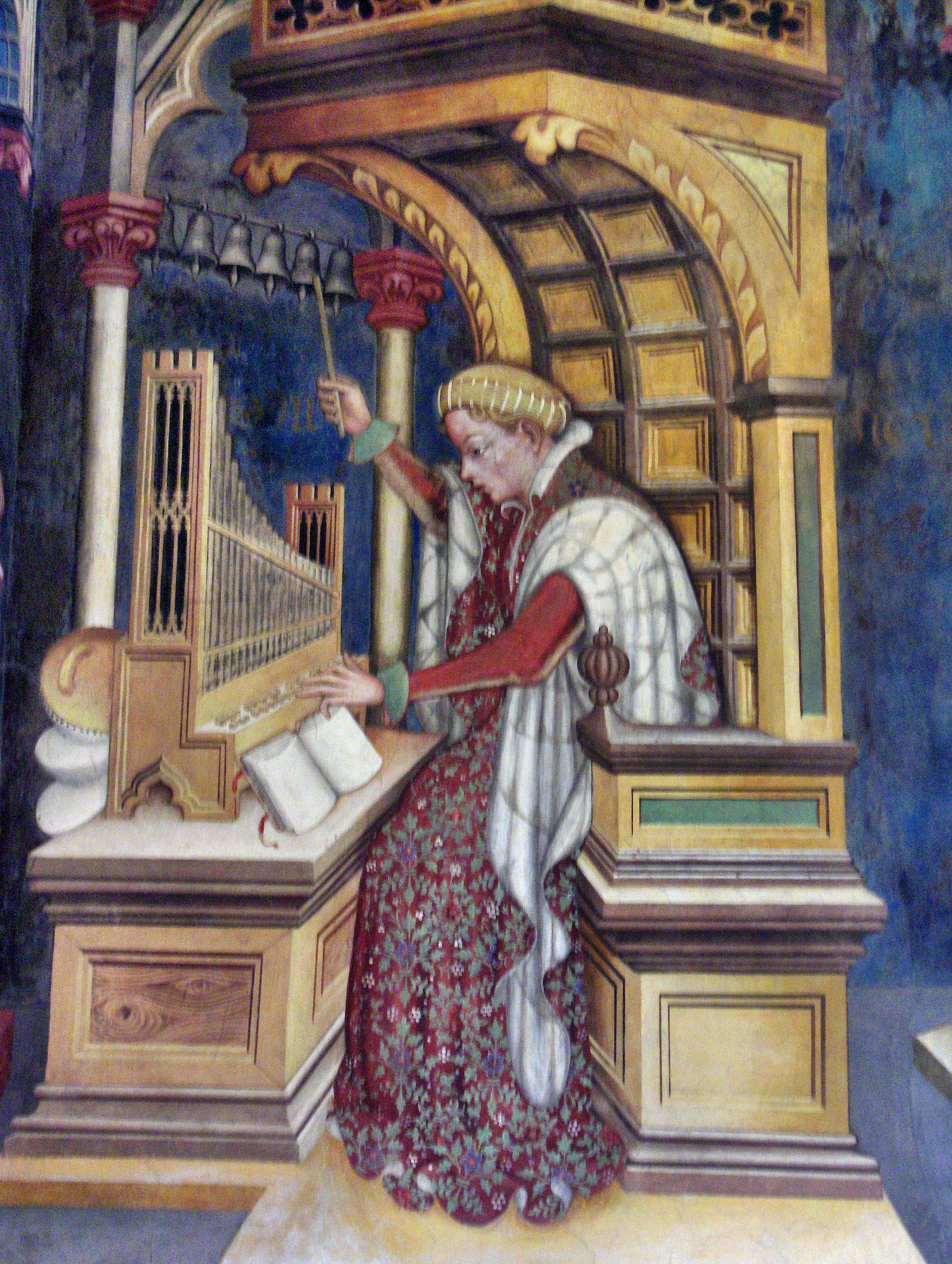
Fresque du palazzo Trinci, Foligno.

Entre janvier 1414 et 1419, il se rendit à Brescia, où il décora la chapelle San Giorgio al Broletto pour le compte de Pandolfo III Malatesta, une œuvre presque entièrement perdue. Après avoir quitté Brescia, il se rendit peut-être à Parme : Franco Moro lui attribue une fresque représentant un saint, probablement Sébastien, située à l'entrée de la chapelle de la Commune dans la cathédrale de la ville émilienne[7]. Au printemps 1420, il était de nouveau à Fabriano.

### Florence
Le 6 août 1420, Gentile est attesté à Florence, où il s'inscrit à la Guilde des Médecins et des Apothicaires (21 novembre 1422) sous le nom de « Magister Gentilis Nicolai Joannis Massi de Fabriano pictor, habitant Florentiae in populo Sancte Trinitatis ».

#### Adoration des Mages
L'artiste originaire des Marches exécuta l'Adoration des Mages, commandée par la très riche Palla Strozzi, qui, comme le rappelle une inscription au-dessus de la prédelle, fut achevée en mai 1423. Ce somptueux retable était destiné à la Basilique Santa Trinita et devait être placé sur l'autel de la chapelle Strozzi, conçue par Lorenzo Ghiberti.

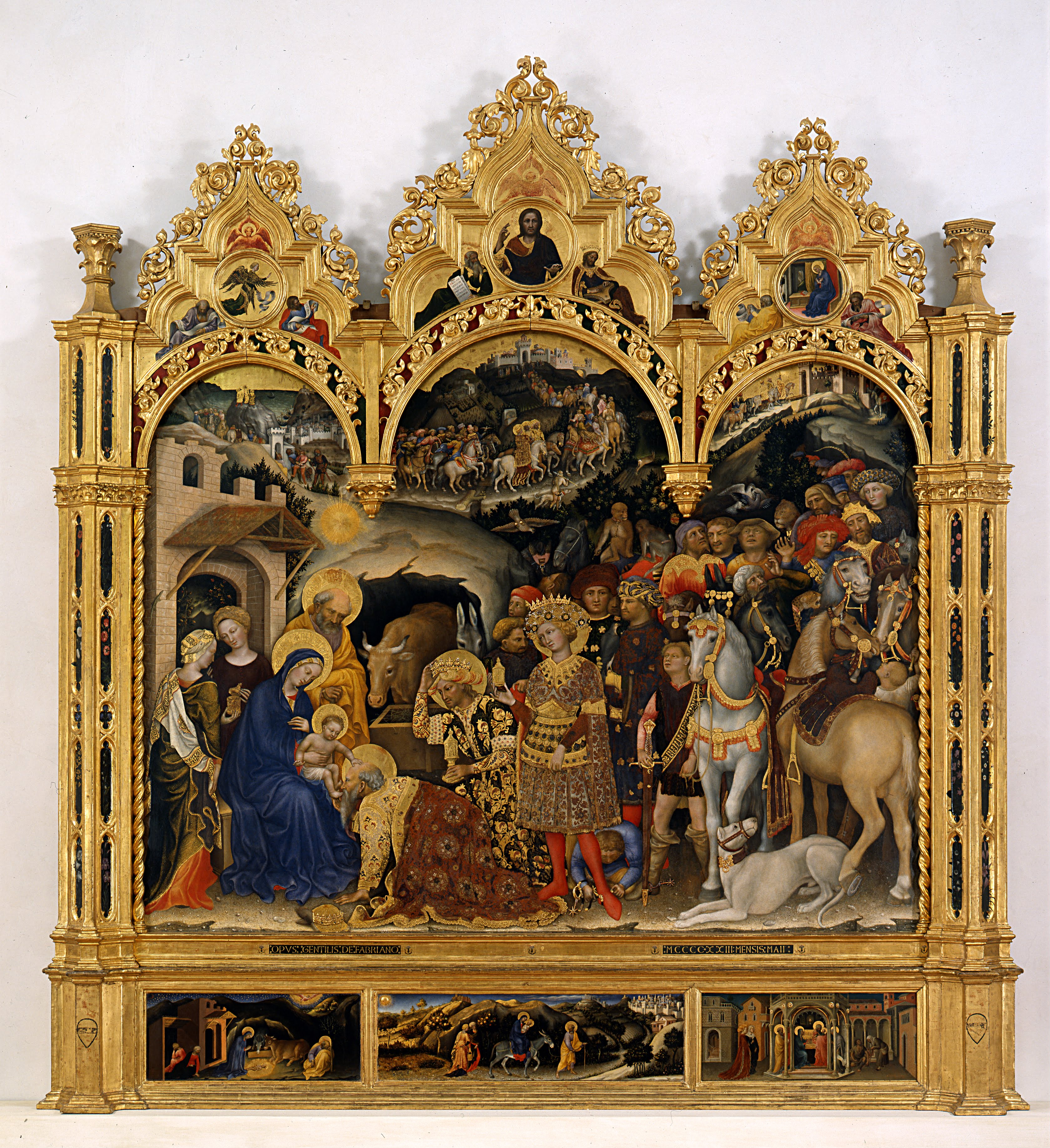
Retable de L'Adoration des mages et sa prédelle (1423), encadrement doré, tempera sur panneau, H. 300 x L. 283 cm, galerie des Offices de Florence.

Le récit se déroule à partir de la lunette en haut à gauche, où les Rois Mages aperçoivent la comète qui les guidera vers l'union avec la Sainte Famille, puis se poursuit avec la procession animée des Rois Mages représentée dans divers lieux d'action.
Le point culminant du voyage occupe la partie centrale du panneau, où les trois somptueux personnages, suivis d'un cortège vif et raffiné, se prosternent devant la Vierge qui porte l'Enfant Jésus.
Les deux groupes (la Sainte Famille à gauche et le cortège à droite) sont séparés par la figure debout du jeune roi ; ces dispositifs permettent une lecture multidimensionnelle de l'œuvre, invitant le spectateur à s'attarder et à analyser chaque détail à intervalles successifs. Le travail d'orfèvrerie, particulièrement élaboré, est presque éblouissant et les personnages, bien que disposés en profondeur, ne suivent aucune perspective, mais sont simplement placés côte à côte, créant un effet irréel et féerique.

Predelle de l'Adoration des Mages

#### Polyptyque Quaratesi
Le polyptyque commandé par la famille Quaratesi pour le maître-autel de l'église San Niccolò sopr'Arno à Florence, signé et daté, date de mai 1425. Il est aujourd'hui démembré et dispersé dans divers musées (Offices, National Gallery de Londres, Pinacothèque vaticane et National Gallery de Washington). Cette œuvre témoigne d'une transition dans le style de Gentile, influencé par la culture humaniste florentine qui s'affirmait à cette époque, grâce à une observation attentive des sculptures antiques. Les figures sont calmes et monumentales, solidement construites, aux couleurs compactes et au signe plus sobre, plus proches des œuvres de Lorenzo Ghiberti et de Masolino da Panicale.
Dans la même église, un deuxième polyptyque de Gentile a été découvert en 1862 (mais provenant peut-être d'un autre lieu), remarquable tant par le développement horizontal de la structure que par son caractère narratif, inhabituel pour un retable. Le panneau central représente l'Intercession du Christ et de Marie auprès de l'Éternel, la Résurrection de Lazare et la rencontre de trois saints dans un contexte urbain dans les panneaux latéraux, et saint Louis de Toulouse et saint Bernard de Clairvaux dans les panneaux extérieurs. L'œuvre reprend de nombreux motifs stylistiques de la chapelle Brancacci de Masaccio dans l'église du Carmine, et en particulier un rendu de l'espace et de la réalité très éloigné des formes habituelles de l'artiste de Fabriano, mais que l'artiste avait déjà démontré dans la prédelle du polyptyque de Quaratesi.

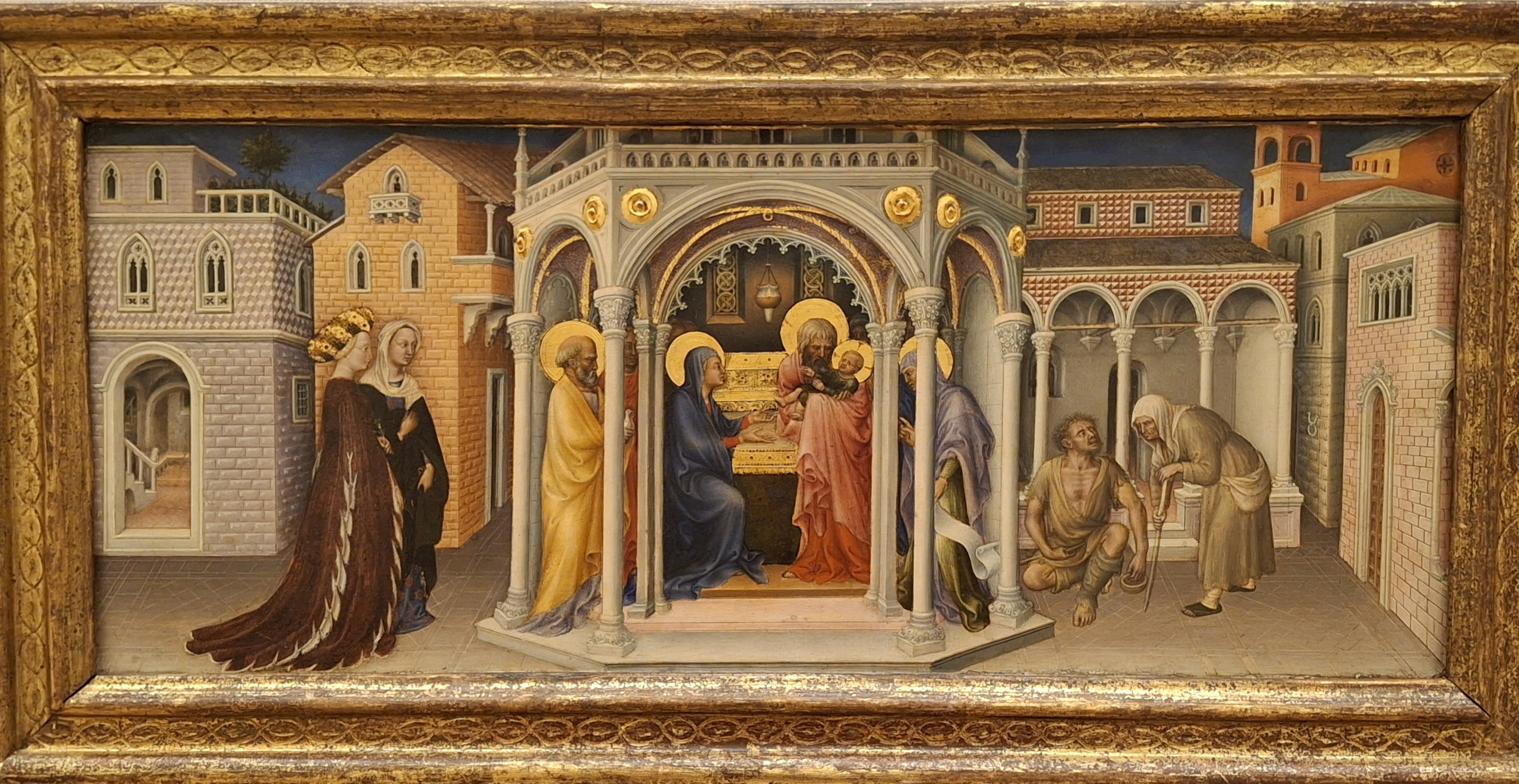
Gentile da Fabriano La présentation au Temple, (1400 / 1425}. Huile sur bois (peuplier), H. 26,5 cm x L. 52,5 cm. Louvre. Élément de la prédelle du retable peint en 1423 à la demande de Palla Strozzi pour la chapelle de sa famille dans l’église Santa Trinita de Florence. Les autres panneaux sont conservés au Musée des Offices de Florence.

### Rome
En janvier 1427, il arriva à Rome, où il reçoit une commande du pape Martin V : la décoration de la nef centrale de Saint-Jean-de-Latran, la cathédrale de Rome. Sa mort, survenue en août de la même année, l'empêcha de l'achever, et l'œuvre fut achevée par Pisanello cinq ans plus tard. Ce cycle, sommet de l'art gothique tardif en Italie, fut détruit après les travaux de Borromini sur la basilique, mais il nous est parvenu grâce à un dessin copié par Borromini lui-même (aujourd'hui conservé à Berlin) et à quelques fragments, dont la provenance et l'originalité ne font toutefois pas l'unanimité.
Le 14 octobre 1427, Gentile da Fabriano est commémoré comme déjà mort. Il fut inhumé dans l'église Santa Maria Nova, aujourd'hui Santa Francesca Romana, et, bien que son tombeau ait été perdu, une épigraphe fut apposée en 1952 sur le sol de la nef commémorant son inhumation à l'intérieur de la basilique.

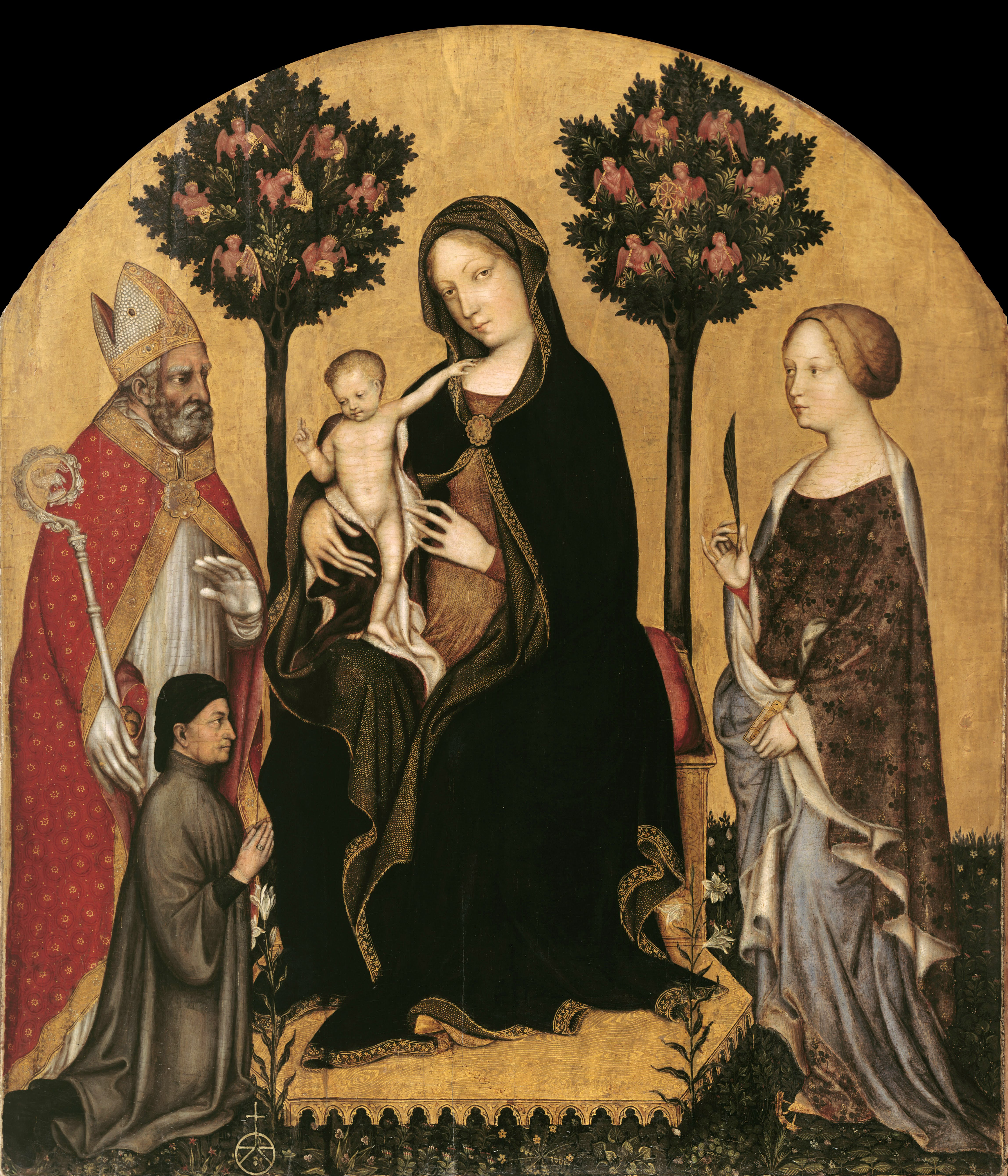
La Vierge et l'Enfant entre saint Nicolas, sainte Catherine d'Alexandrie et un donateur, 1395. Gemäldegalerie (Berlin).

## Œuvres
- Vierge à l'Enfant en gloire avec les saints François et Claire (1390-1395), 56,50x42, musées civiques de Pavie, Pavie
- La Vierge et l'Enfant entre saint Nicolas, sainte Catherine d'Alexandrie et un donateur (1395-1400), 131 × 113 cm), Gemäldegalerie (Berlin)
- Vierge à l'Enfant (1400-1405), Pinacoteca Nazionale, Ferrare
- Fresques (1408), palais des Doges, Venise
- Polyptyque de Valleromita (1405-1410), tempera sur bois, 7 157,2 × 9,6 cm, pinacothèque de Brera, Milan
- Couronnement de la Vierge (v. 1420), J. Paul Getty Museum, Los Angeles[2]
- Nativité (v. 1420-1422), J. Paul Getty Museum, Los Angeles
- Nativité et Madone de l'humilité (1420-1423), Yale University Art Gallery, New Haven, USA,
- L'Adoration des mages commanditée par Palla Strozzi (1423), polyptyque, huile sur bois, 303 × 282 cm, galerie des Offices, Florence[3]. Retable commandé pour la chapelle familiale des Strozzi de la basilique Santa Trinita (Florence).
- Présentation de Jésus au temple (1423), huile sur bois, 26.7 x 62.5 cm, musée du Louvre, Paris[4].
- L'Annonciation (v. 1423), Pinacothèque vaticane, Vatican
- Vierge à l'Enfant (1425), fresque de la paroi du bas-côté gauche, Duomo d'Orvieto
- Madone de l'Humilité (1420-1425), musée national San Matteo, Pise
- Vierge à l'enfant avec saint Laurent et saint Julien (1425), The Frick Collection[5]
- Fresques, basilique Saint-Jean-de-Latran (1427), Rome

Dates non renseignées
- Vierge à l'Enfant en Trône avec des Anges, Galerie nationale de l'Ombrie, Pérouse
- Fresques des arts libéraux et des planètes, Palazzo Trinci, Foligno
- Crucifixion, Pinacothèque de Brera, Milan
- Polyptyque Quaratesi (Vie de Saint Nicolas) qui fait partie de la Liste de polyptyques italiens dispersés. On ainsi pu identifier :
  - La Vierge et l'enfant (panneau central) au Château de Hampton Court
  - les quatre panneaux de Sainte Madeleine, Saint Nicolas, Saint Jean-Baptiste et Saint Georges à la galerie des Offices à Florence[6]
  - Naissance du Saint, peinture sur bois, 36 × 36 cm, Pinacothèque vaticane, Rome.
  - Saint Nicolas donne trois boules d'or à trois fillettes pauvres, peinture sur bois, 335,8 × 6,1 cm, musées du Vatican, Rome.
  - Saint Nicolas ressuscite trois enfants mis au saloir, peinture sur bois, 36,5 × 36,5 cm, musées du Vatican, Rome.
  - Saint Nicolas sauve un navire du naufrage, peinture sur bois, 39 × 62 cm, Musées du Vatican, Rome.
  - les autres scènes de la prédelle se trouvent à la National Gallery of Art de Washington
- Les Stigmates de saint François (it), Fondation Magnani Rocca, Mamiano di Traversetolo